# Aya Sameshima
Aya Sameshima (鮫島 彩, Sameshima Aya, nascida em 16 de junho de 1987, em Kawachi) é uma futebolista japonesa que atua como zagueira. Atualmente joga pelo INAC Kobe Leonessa